# Ла Кјеза (Арецо)
Ла Кјеза је насеље у Италији у округу Арецо, региону Тоскана.
Према процени из 2011. у насељу је живело 11 становника. Насеље се налази на надморској висини од 300 м.